# Ettore Fecchi
Ettore Fecchi (Roma, 5 febbraio 1911 – Roma, 24 maggio 1972) è stato un paroliere, sceneggiatore e regista italiano.

## Biografia
Iniziò la carriera come giornalista negli anni trenta, lavorando a Il Corriere Cinematografico; in seguito diventò anche direttore e critico cinematografico della rivista Intermezzo, e nel 1947 fu sfidato a duello dal direttore del Radiocorriere Luigi Greci che, ritenendosi diffamato a causa di un articolo, lo schiaffeggiò; il Fecchi rimase ferito.
Come paroliere lavorò, a partire dagli anni quaranta, con la Cetra; tra i suoi successi è da ricordare la versione italiana di Bésame mucho, scritta con Sergio Nati e lanciata nel 1945 da Dea Garbaccio.
Negli anni sessanta  fu attivo principalmente nel campo dei Mondo movie.

## Filmografia

### Regista e sceneggiatore
- Sexy al neon (1962)
- Sexy al neon bis (1963)
- Notti nude (1963)
- Mano di velluto (1966)

### Produttore
- Notti nude (1963)

### Direttore di produzione
- Spiaggia libera, regia di Marino Girolami (1966)